# Шапшал, Серая Маркович
Серая́ (Серге́й) Ма́ркович (Мордеха́евич) Шапша́л (пол.  Seraja Szapszał  или  Jego Exellencja Szapszał Hadży Seraja Han — «Его Превосходительство Шапшал Хаджи Серая Хан»; 8 [20] мая 1873, Бахчисарай, Таврическая губерния — 18 ноября 1961, Вильнюс) — русский, польский и советский лингвист и востоковед-тюрколог, профессор, доктор филологических наук, караимский гахам.

## Биография

### Ранние годы

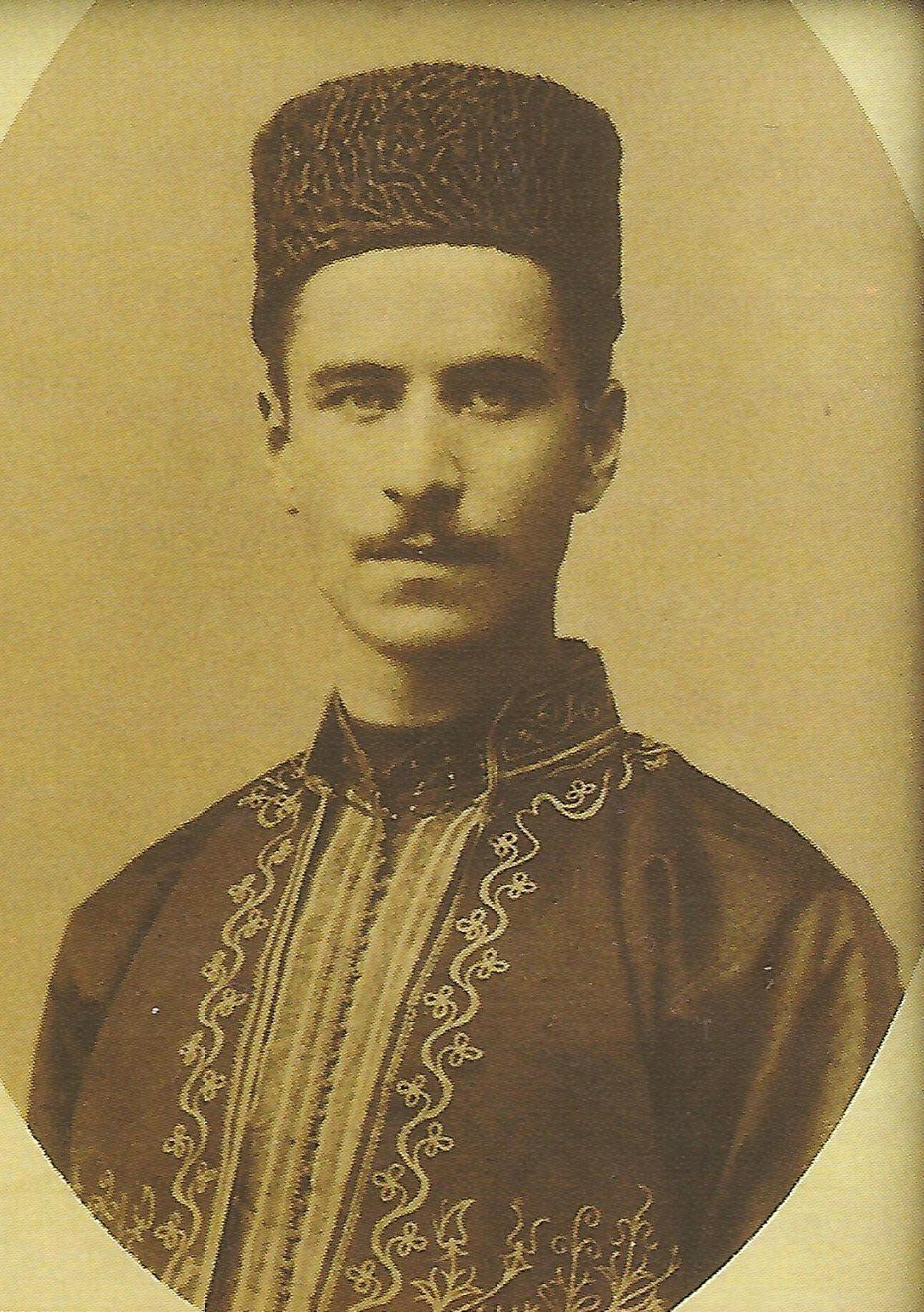
Серая Шапшал в молодости. 1895 год.

Родился в семье садовода, потомственного почётного гражданина Мордехая Моисеевича (Мортхая Мошевича) Шапшала (1811/1812—1895) и его второй жены Акбике Казас (1831—1874). Был последним, двенадцатым ребёнком в семье. В девятимесячном возрасте лишился матери. Посещал караимский мидраш в Бахчисарае и в Симферополе у учителя С. Ш. Пигита. В 1884 году по решению отца вместе со старшим братом Моше отправился в Санкт-Петербург для изучения русского языка. Учился сначала в Охтинском ремесленном училище (до 1886 года), затем в частной гимназии Гуревича. Во время каникул ездил домой для изучения богословия и в 1894 году получил степень кандидата на караимскую духовную должность. Окончив гимназию в 1894 году, поступил в Петербургский университет на факультет восточных языков по арабо-персидско-турецко-татарскому разряду. Окончил университет в 1899 году с дипломом 1-й степени и был оставлен при кафедре турецко-татарской словесности для продолжения научной деятельности под руководством профессора В. Д. Смирнова. В 1896 году, будучи студентом, опубликовал свою первую работу «Караимы и Чуфут-Кале в Крыму». Принимал участие в работе мусульманского благотворительного общества Санкт-Петербурга и оказывал помощь Санкт-Петербургскому попечительскому комитету о сёстрах Красного Креста, за содействие которому в 1913 году Шапшалу было предоставлено право ношения в петлице розетки Красного Креста. В 1899 году принял воинскую присягу, в 1899—1900 годах нёс службу в 212-м Бахчисарайском резервном батальоне.

### В Персии
В 1901 году по рекомендации исполняющего обязанности декана Факультета восточных языков В. А. Жуковского был направлен российским МИДом в Иран, где изучал персидский язык, преподавал русский язык и общеобразовательные предметы в училище «Лукмание» в Тебризе. Давал уроки русского языка наследному принцу (валиахду) Мохаммед-Али, ставшему впоследствии шахом. В 1903 году принял предложение валиахда стать его личным драгоманом и секретарём, за что был возведён шахом в потомственное ханское (то есть дворянское) звание и получил титул «наставник царя» («Адиб ас-Солтан»). Шапшал сумел расположить к себе Мохаммеда-Али, не чаявшего в молодом европейски воспитанном человеке души. По мнению исследовательницы Ольги Красняк, «…Шапшал, приобретший огромное влияние на наследника, руководил всеми его действиями и фактически правил Азербайджаном». По словам К. Н. Смирнова, «…с Шапшалом весьма считались, и его положение при шахском дворе было твёрдым». В истории с разгоном шахом меджлиса Шапшал сыграл не последнюю роль. В 1908 году шах расстался со своим учителем и Шапшал возвратился в Россию. Относительно службы Шапшала при персидском дворе в русской прессе часто выходили заметки полемического и обвинительного характера.

### Снова в России

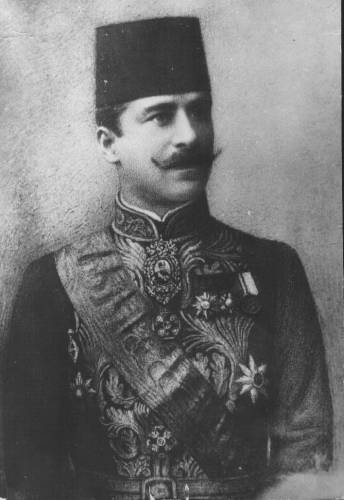
С. М. Шапшал — иранский генерал-адъютант. Парадный портрет. Тегеран, 1908 год.

По возвращении в Петербург работал переводчиком (драгоманом) в Министерстве иностранных дел и лектором турецкого языка факультета восточных языков Петербургского университета (с 1909 по 1916 год). Среди студентов Шапшала — известные в будущем тюркологи С. Е. Малов, В. И. Филоненко и другие. Осенью 1908 года был впервые представлен императору Николаю II, с которым поддерживал контакты вплоть до Октябрьской революции. Вскоре стал членом Русского археологического общества, Русского географического общества, Таврической учёной архивной комиссии (с 1912) и товарищем (заместителем) председателя Общества русских ориенталистов. На 1917 год находился в чине действительного статского советника.

#### На посту гахама
16 августа 1911 года был избран Трокским караимским гахамом, но вынужден был отказаться от назначения, так как не считал себя подготовленным к этой должности и из-за занятости по основному месту работы. 15 мая 1915 года в Евпатории состоялось избрание С. М. Шапшала гахамом Таврического и Одесского караимского духовного правления, а утверждение в должности Таврическим губернским правлением последовало 10 сентября того же года. Избранию Шапшала на эту должность предшествовало длительное обсуждение на страницах караимской прессы тех лет: «Караимской жизни» и «Караимского слова». Редакторы «Караимской жизни» представляли часть караимской общественности, резко выступавшую против кандидатуры Шапшала.
В 1917 году в Евпатории в память о своей матери на собственные средства основал караимскую богадельню «Ярдым» имени Акбике Шапшал для призрения пожилых караимок. В том же году по инициативе Шапшала были созданы Караимский национальный совет, имеющий благотворительные цели, и официальный печатный орган Таврического и Одесского караимского духовного правления. Также основал в Евпатории караимскую национальную библиотеку-музей «Карай-Битиклиги», где хранилось более пяти тысяч печатных книг и свыше тысячи старинных рукописей на древнееврейском, арабском и караимском языках.
В своей автобиографии, а затем и в её многочисленных переизданиях С. М. Шапшал упоминал о том, что «в марте 1919 года, находясь в Крыму и преследуемый деникинцами за своё открытое сочувствие советскому строю, он был вынужден во избежание ареста выехать на Кавказ, а оттуда в Турцию». Но, судя по архивным документам, С. М. Шапшал находился в Крыму и продолжал выполнять свои непосредственные обязанности вплоть до конца 1920 года, участвуя в заседаниях Караимского национального совета. Вероятнее всего, С. М. Шапшал покинул Крым в конце ноября — начале декабря 1920 года, отправившись сначала на Кавказ, а затем — в Турцию, в Стамбул, где устроился переводчиком в одном из банков. В 1921 году совершил паломничество в Иерусалим.

### В Польше
Избран гахамом караимских общин Польши 23 октября 1927 года, а официальная инаугурация состоялась 11 сентября 1928 года в Вильно. В 1928 году название титула было изменено на гахан без каких-либо официальных заявлений. Параллельно занимался преподавательской деятельностью. С 1929 года — старший сотрудник Польской академии наук, с 1935 года — вице-председатель Польского товарищества ориенталистов (член с 1928 года). В 1930 году Львовский университет присудил Шапшалу учёную степень доктора философии по разряду восточных языков. С 1939 года — экстраординарный профессор по кафедре восточных языков филологического факультета Вильнюсского университета.

### Советский учёный
Отказался от должности гахана в 1940 году после прихода в Литве и Восточной Польше Советской власти, «встав на путь советского учёного». В годы немецкой оккупации Литвы и Польши де-факто вновь стал исполнять обязанности гахама (гахана). В 1939 г. Шапшал, используя связи среди русской общины в Германии, обратился в расовое бюро министерства внутренних дел германского рейха с просьбой об изучении вопроса об этническом происхождении караимов. После оккупации немецкими войсками населённых караимами областей Восточной Европы это обращение было тщательно рассмотрено германской администрацией на предмет нееврейского происхождения караимов: были привлечены три крупнейших историка-специалиста по истории караимов — Зелик Калманович, Майер Балабан и Ицхок (Игнацы) Шипер. Несмотря на то, что все трое были до войны яростными противниками теории о тюркском происхождении караимов, в своём заключении они поддержали теорию С. Шапшала и тем самым спасли европейских караимов от Холокоста.
В 1945 году повторно официально отрёкся от должности караимского гахана, обратившись с соответствующим заявлением к Уполномоченному по делам религиозных культов при Совете Министров Литовской ССР. С 1947 года работал старшим научным сотрудником Института истории Академии наук Литовской ССР. Подготовил совместно с тюркологом Николаем Баскаковым и польскими ориенталистами (Ананьяш Зайончковский, Александр Дубинский) трёхъязычный «Караимско-русско-польский словарь», в сокращённом виде вышедший в 1974 году в Москве. 8 января 1955 года ВАК присвоила Шапшалу учёную степень доктора филологических наук.
Шапшал собрал уникальную коллекцию караимских древностей и предметов караимского быта, произведений декоративно-прикладного искусства, документов, а также восточного оружия, представив его в качестве караимского. Был инициатором создания в Троках караимского музея. Строительство здания музея, начатое в 1938 году, финансировало правительство Польши. Ныне часть коллекции Шапшала входит в экспозицию Караимского музея в Тракае, часть хранится в Литовской национальной библиотеке в Вильнюсе.
Шапшал является основоположником доктрины деиудаизации караимской религии и истории. Был одним из инициаторов «милитаризации» караимской истории: зародившегося в межвоенной Польше процесса представления караимского населения Восточной Европы в роли
народа воинов. Являясь научным сотрудником Института истории Литовской Академии Наук, опубликовал ряд статей в ведущих советских академических журналах, в которых сообщал о прочитанном им уникальном документе на эту тему (рукописная
запись внутри древнего караимского молитвенника).
Недавние исследования архива Шапшала показали, что в его черновиках существуют несколько версий текста этого документа, не подтверждаемого никакими более ранними источниками, что ставит под сомнение его подлинность, а сам документ не обнаружен.

### Семья
Был женат на Вере (Берухе) Исааковне Эгиз (1871, Одесса — 1950, Вильнюс), бывшей жене Соломона Крыма, враче-окулисте по профессии, получившей образование в Бернском университете (Швейцария). Детей в семье не было. Похоронены на караимском кладбище в Вильнюсе.

## Награды
- Орден Льва и Солнца 2-й степени (1901)
- Орден Льва и Солнца 1-й степени (1905)
- Звезда «Эмир Тумане»
- Золотой знак «Народное просвещение» 1-й степени[12]
- Высший орден Персии «Тимсал» 1-й степени
- Орден Святого Станислава 2-й степени (1905)
- Орден Святой Анны 2-й степени (1908)
- Орден Святого Владимира 4-й степени
- Медаль «В память 300-летия царствования дома Романовых» (1913)[23]
- Сербский Орден Святого Саввы 2-й степени (1916)
- Орден Возрождения Польши (1936)[24]

## Память
- Улица Шапшала в Бахчисарае (поименована в 1997 году)[25][26].
- Безмогильный памятник (караимск. йолджы таш) с надписью «Хану Шапшалу от караев. Han Şapşal Karaylardan» на караимском кладбище у Чуфут-Кале[27].
- Мемориальная доска на здании Караимской этнографической выставки Тракайского исторического музея (открыта в 2011 году)[28][29]
- Мемориальная доска на доме Шапшала в Евпатории по ул. Пушкина, 4/7 (установлена в 2013 году)[30][31].
- Мемориальная доска в Вильнюсе на доме в районе Жверинас по ул. Кестучио, 23, где в трёхкомнатной квартире жил С. М. Шапшал. Открыта 6 ноября 2020 года[32].